# Meyssac
Meyssac (okzitanisch Maissac) ist eine französische Gemeinde mit 1.290 Einwohnern (Stand 1. Januar 2022) in der Region Nouvelle-Aquitaine. Sie gehört zum Département Corrèze, zum Arrondissement Brive-la-Gaillarde und zum Kanton Midi Corrézien. Die Einwohner nennen sich Meyssacois oder Meyssacoises.

## Geografie
Die Gemeinde Meyssac liegt am westlichen Rand des Zentralmassivs. Tulle, die Präfektur des Départements, liegt ungefähr 40 Kilometer nordöstlich und Brive-la-Gaillarde etwa 21 Kilometer nordwestlich von Meyssac. Das nordöstliche Gemeindegebiet wird vom Flüsschen Maumont entwässert. Nachbargemeinden sind Lagleygeolle im Norden, Saint-Bazile-de-Meyssac im Osten, Saint-Julien-Maumont im Südosten, Chauffour-sur-Vell im Süden und Collonges-la-Rouge im Westen.

### Verkehr
Die Anschlussstelle 52 zur Autoroute A20 liegt etwa 18 Kilometer nordwestlich.

## Geschichte
Die Anfänge der Gemeinde gehen ursprünglich auf gallisch-römische Besitzer zurück. Später war Meyssac ein befestigter Ort und gehörte bis 1738 zur Vizegrafschaft Turenne. Gräben und Befestigungsmauern mit drei Toren beschützten die Stadt. Jedes der drei Tore wies in jeweils eine Richtung: nach Beaulieu, Martel und Tulle. Im 18. Jahrhundert wurden diese Befestigungen immer mehr überflüssig und die Mauern wurden eingerissen. Der dadurch entstandene freie Raum wurde zu einem Ringboulevard um den Ort herum.

### Wappen
Beschreibung: In Gold drei rote Wellenbalken. Im blauen Schildhaupt drei goldene Sterne balkenweis gestellt.

## Wirtschaft
Die Gemeinde und die gesamte Region sind vor allem landwirtschaftlich geprägt. Auf einer durchschnittlichen Hofgröße zwischen 10 und 35 ha werden vor allem Limousin-Rinder gezüchtet.

## Gemeindepartnerschaft
Die Gemeinde Meyssac unterhält seit 1995 eine internationale Partnerschaft mit Bettenhausen und seit 2000 mit der Einheitsgemeinde Rhönblick in Thüringen (Deutschland), zu welcher Bettenhausen seit 1996 gehört.

## Bevölkerungsentwicklung
| Jahr      | 1962 | 1968 | 1975 | 1982 | 1990 | 1999 | 2007 | 2019 |
| Einwohner | 1027 | 1046 | 1073 | 1103 | 1124 | 1100 | 1222 | 1264 |

## Sehenswürdigkeiten

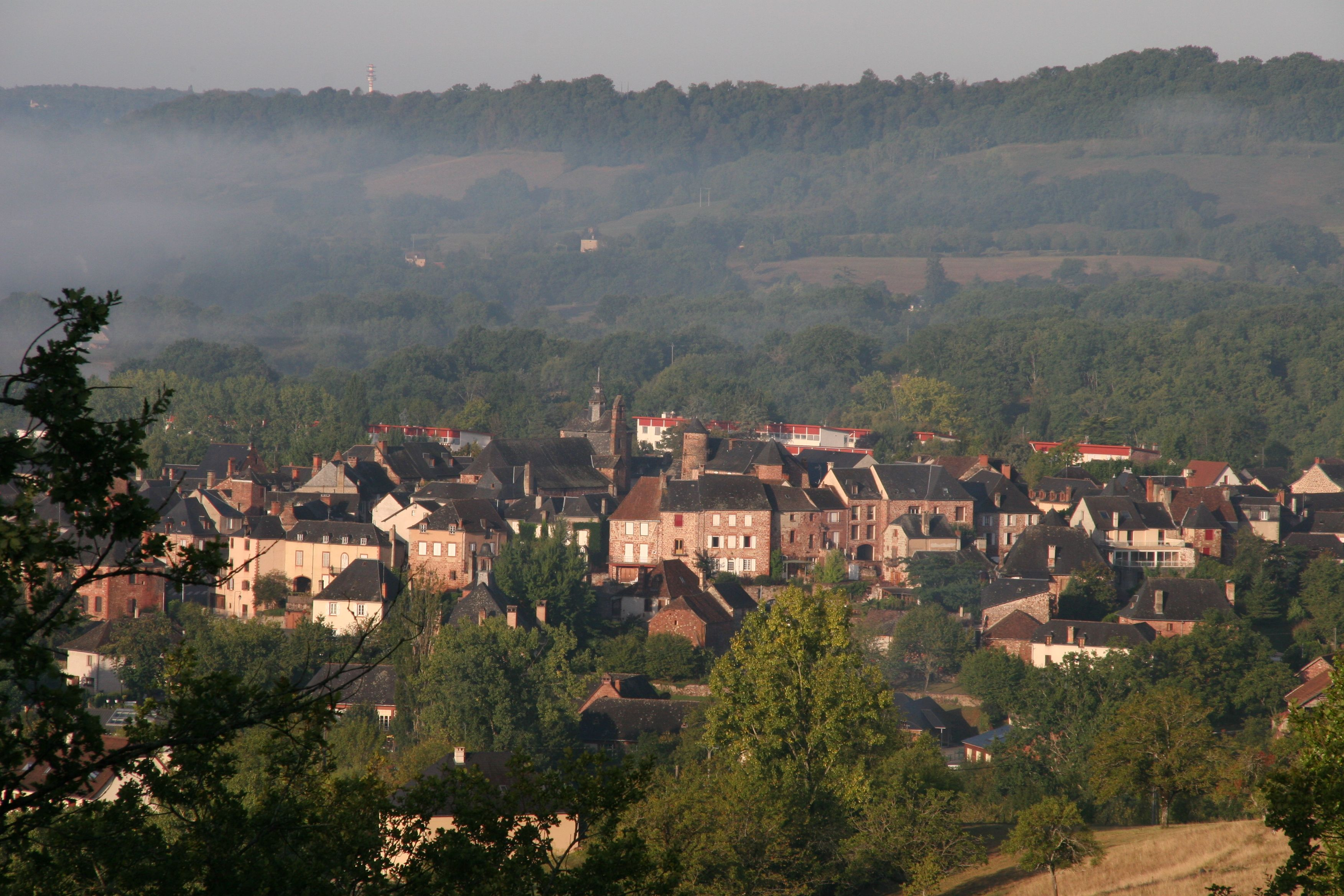
Meyssac

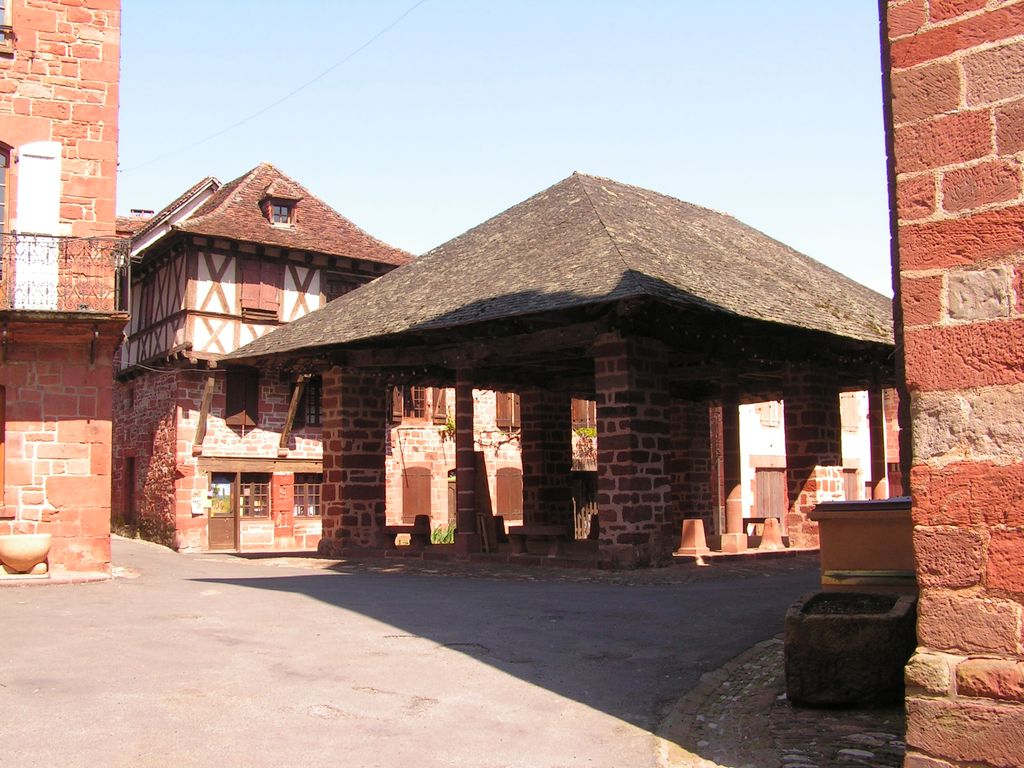
Meyssac – Getreidehalle

Ähnlich wie in Collonges-la-Rouge prägen historische Bauten aus rotem Sandstein das Ortsbild.
- Kirche Saint-Vincent, ein Sakralbau aus dem 12., 15. und 16. Jahrhundert, Monument historique seit dem 15. März 1972[1]
- Markthalle Halle aux Grains aus rotem Sandstein, Monument historique seit dem 28. Mai 1962[2]
- Stadthaus Verdier, ein Profanbau aus dem 16. Jahrhundert, Monument historique seit dem 22. August 1949[3]